# Mario Salgado
Mario Antonio Salgado Jiménez (Talcahuano, 3 giugno 1981) è un allenatore di calcio ed ex calciatore cileno, di ruolo attaccante.

## Carriera

### Giocatore
Esordisce nel 2000 con il Huachipato. Nell'estate 2001 viene acquistato dal Brescia. Esordisce in Serie A il 16 settembre 2001, nella partita Brescia-Lecce (1-1) tra le file delle rondinelle, e realizza il suo primo gol in Italia il 10 marzo 2002 in Venezia-Brescia (1-2).
Nell'estate 2002 viene ceduto in prestito al Verona. Realizza la sua prima rete con l'Hellas Verona in Verona-Napoli, siglando la rete del definitivo 2-2. Con l'Hellas Verona colleziona 20 presenze e 4 reti.
Tornato al Brescia, non colleziona alcuna presenza. Viene quindi ceduto in prestito al Salisburgo.
Gioca la stagione 2004-2005 con la Ternana. Terminata la stagione torna al Brescia. Nel gennaio 2006 viene prestato all'AlbinoLeffe.
Nella stagione 2006-2007 scende di categoria, giocando nel Foggia, in Serie C1, con il quale sfiora la promozione, persa all'ultimo minuto nella finale play-off contro l'Avellino.
Nella stagione 2007-2008 passa proprio all'Avellino, in Serie B, in comproprietà. A fine stagione, alle buste, il suo cartellino torna di proprietà del Foggia.
Il 19 gennaio 2010 viene ingaggiato in comproprietà dal Torino, in Serie B, per una cifra di circa 220.000 euro.
Esordisce il 22 gennaio in Empoli-Torino (0-0) e segna la sua prima rete il 1º maggio nella partita contro il Gallipoli, terminata poi 2-0.
Il 25 giugno il Torino acquisisce anche la seconda metà del suo cartellino; tuttavia Franco Lerda non lo mette mai in campo e così il 3 gennaio 2011 rescinde il contratto che lo legava alla società granata.
Il 4 gennaio passa ai cileni del Colo-Colo. Nel 2012 passa al Dep. La Serena. Nell'estate 2012 viene acquistato dal Naval. Dopo tre stagioni e mezzo con il Deportes Naval, nel 2015 firma un contratto con il Coquimbo Unido. Nel 2016 torna al Deportes Naval, dove si ritira nel 2018.

### Allenatore
Da dicembre 2018 a marzo 2019 ricopre il ruolo di allenatore del Club de Deportes Independiente de Cauquenes in Cile. Dopo le esperienze con il Colegio Quillón e Corporación Lota nel 2021 allena il Club de Deportes Lota Schwager in Terza Divisione A cilena.
Nel luglio 2022 è stato coinvolto in un'accusa di corruzione da parte del presidente del club del Rancagua Sur, Jonathan Zamorano, per aver tentato di corrompere il suo portiere perché non giocasse la partita contro il Lota Schwager.

### Presenze e reti nei club
Statistiche aggiornate al 30 giugno 2016.
| Stagione              | Squadra               | Campionato            | Campionato | Campionato | Totale   | Totale |
| Stagione              | Squadra               | Campionato            | Presenze   | Reti       | Presenze | Reti   |
| --------------------- | --------------------- | --------------------- | ---------- | ---------- | -------- | ------ |
| 2000                  | Huachipato            | PD                    | ?          | ?          | ?        | ?      |
| gen.-giu. 2001        | Huachipato            | PD                    | ?          | ?          | ?        | ?      |
| Totale Huachipato     | Totale Huachipato     | Totale Huachipato     | ?          | ?          | ?        | ?      |
| 2001-2002             | Brescia               | A                     | 10         | 1          | 10       | 1      |
| 2002-2003             | Hellas Verona         | B                     | 20         | 4          | 20       | 4      |
| 2003-gen. 2004        | Brescia               | A                     | 0          | 0          | 0        | 0      |
| gen.-giu. 2004        | Salisburgo            | BL                    | 11         | 0          | 11       | 0      |
| 2004-2005             | Ternana               | B                     | 31         | 6          | 31       | 6      |
| 2005-gen. 2006        | Brescia               | B                     | 8          | 0          | 8        | 0      |
| gen.-giu. 2006        | AlbinoLeffe           | B                     | 15         | 2          | 15       | 2      |
| 2006-2007             | Foggia                | C1                    | 32+4       | 12+2       | 32+4     | 12+2   |
| 2007-2008             | Avellino              | B                     | 34         | 10         | 34       | 10     |
| 2008-2009             | Foggia                | LP1                   | 25         | 10         | 25       | 10     |
| 2009-gen. 2010        | Foggia                | LP1                   | 15         | 5          | 15       | 5      |
| Totale Foggia         | Totale Foggia         | Totale Foggia         | 40         | 15         | 40       | 15     |
| gen.-giu. 2010        | Torino                | B                     | 6          | 1          | 6        | 1      |
| 2010-gen. 2011        | Torino                | B                     | 0          | 0          | 0        | 0      |
| Totale Torino         | Totale Torino         | Totale Torino         | 6          | 1          | 6        | 1      |
| 2011                  | Colo-Colo             | PD                    | 5          | 1          | 5        | 1      |
| gen.-lug. 2012        | La Serena             | PD                    | 7          | 0          | 7        | 0      |
| 2013                  | Deportes Naval        | TT                    | ?          | ?          | ?        | ?      |
| 2013-2014             | Deportes Naval        | PB                    | ?          | ?          | ?        | ?      |
| 2014-2015             | Deportes Naval        | SD                    | ?          | ?          | ?        | ?      |
| Totale Deportes Naval | Totale Deportes Naval | Totale Deportes Naval | 57         | 12         | 57       | 12     |
| 2015-2016             | Coquimbo Unido        | PB                    | ?          | ?          | ?        | ?      |
| 2016-                 | Naval                 | SD                    | 0          | 0          | 0        | 0      |
| Totale carriera       | Totale carriera       | Totale carriera       | 276+4      | 64+2       | 276+4    | 64+2   |

## Palmarès

### Club

#### Competizioni nazionali
- Coppa Italia Serie C: 1

Foggia: 2006-2007